# Landgoed Walfort
Het Landgoed Walfort is het landgoed dat oorspronkelijk deel uitmaakte van havezate 't Walfort gelegen tussen Aalten en Bredevoort in de Nederlandse provincie Gelderland. Twaalf jachtpalen geven de grenzen aan van het landgoed. In 1958 kocht de gemeente Aalten het landgoed, zij droeg in 2003 't Walfort in erfpacht aan Het Geldersch Landschap over. Het is tevens (naast negentien andere gebieden) onderdeel van het in 2005 door de Nederlandse overheid uitgeroepen Nationaal Landschap Winterswijk, een gebied van totaal bijna 22.000 hectare groot.

## Achtergrond

### Coulisselandschap
Landgoed Walfort is een typisch coulisselandschap. De vele houtsingels geven de illusie dat het gebied een bos is. Tussen de beschutting van houtwallen liggen schrale graslandjes en graanakkers. Het Rietgat in het oosten van het landgoed is een laatste overblijfsel van de ooit uitgestrekte ondoordringbare broekbossen in het moerasgebied ten zuidoosten van Bredevoort.
Aan het einde van de Walfortlaan ligt, naast de bolle es, de boerenhoeve Eskes, die van oudsher bij de havezate Walfort hoort. De boerderij dateert uit het begin van de 19e eeuw.

### Flora en fauna
De bossen, houtsingels en houtwallen zijn zeer gevarieerd met veel eik en een goed ontwikkelde struik- en kruidlaag. In de bermen van de Walfortlaan vormt in mei het roze van de hier talrijk voorkomende dagkoekoeksbloem een mooi contrast met het geel van de stinkende gouwe. Langs verscheidene greppelranden groeit de zeldzame koningsvaren met z'n bruine sporenpluimen. Ook komen er diverse wilde lelies voor: tapijtjes van dalkruid, salomonszegel, gewone vogelmelk en bosgeelster. Een aantal graslandjes wordt weer soortenrijker dankzij het extensieve beheer. In dit afwisselende gebied vinden veel soorten dieren een geschikt leefgebied. In het struweel nestelen kleine zangers als zwartkop, tuinfluiter en winterkoning. In de vochtiger bossen laten zich wielewaal en grote lijster horen, terwijl in de opgaande eiken en beuken de zwarte specht, bosuil en boomklever broeden. In de schrale graslandjes en bermen en in de mierenhopen in het drogere bosgedeelte zoekt de groene specht naar mieren. In de schuur van de hofstede 't Walfort broedt vaak een steenuil.

## Bron en externe link
- Informatie bij Geldersch Landschap & Kasteelen

## Afbeeldingen

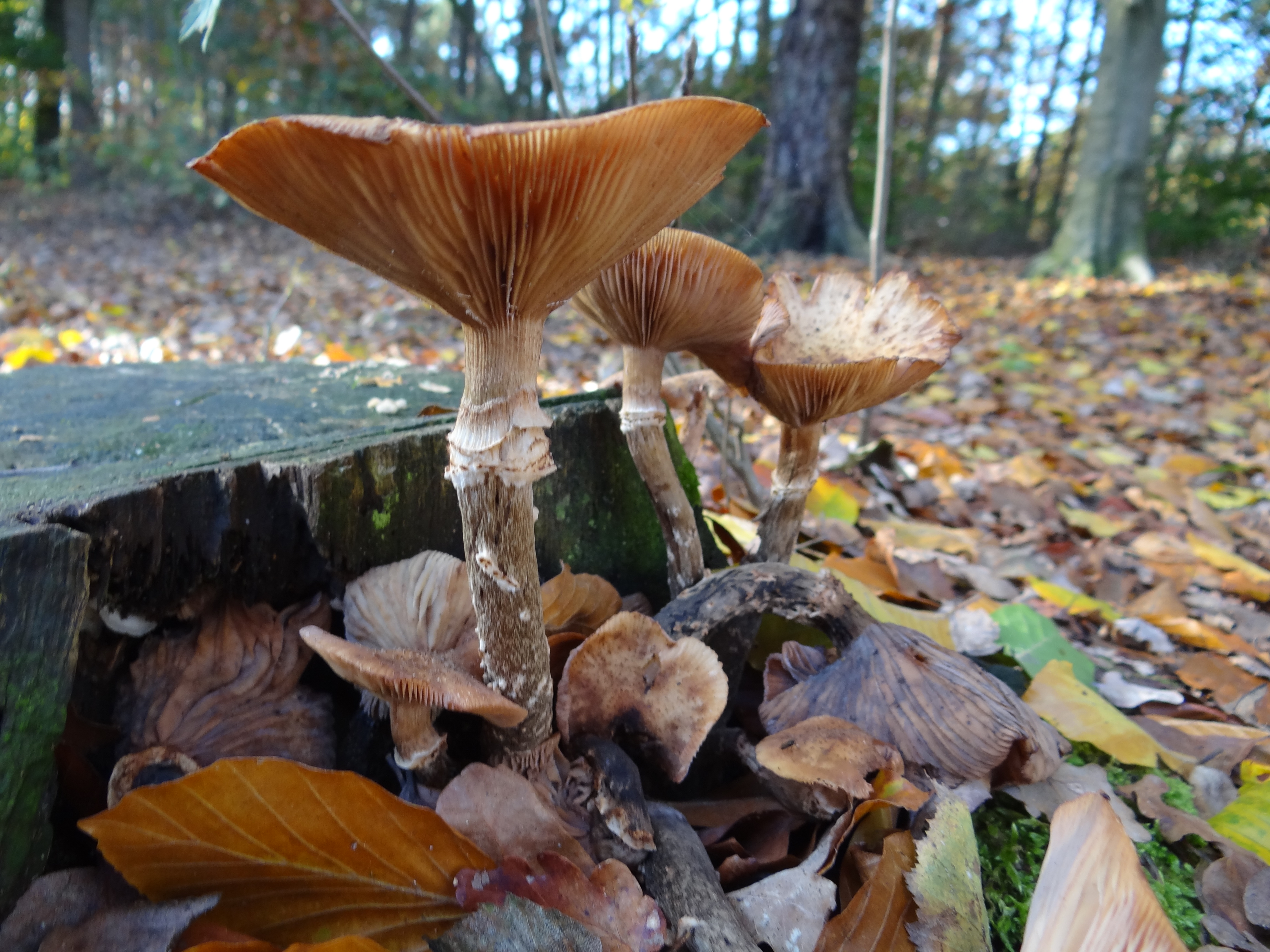
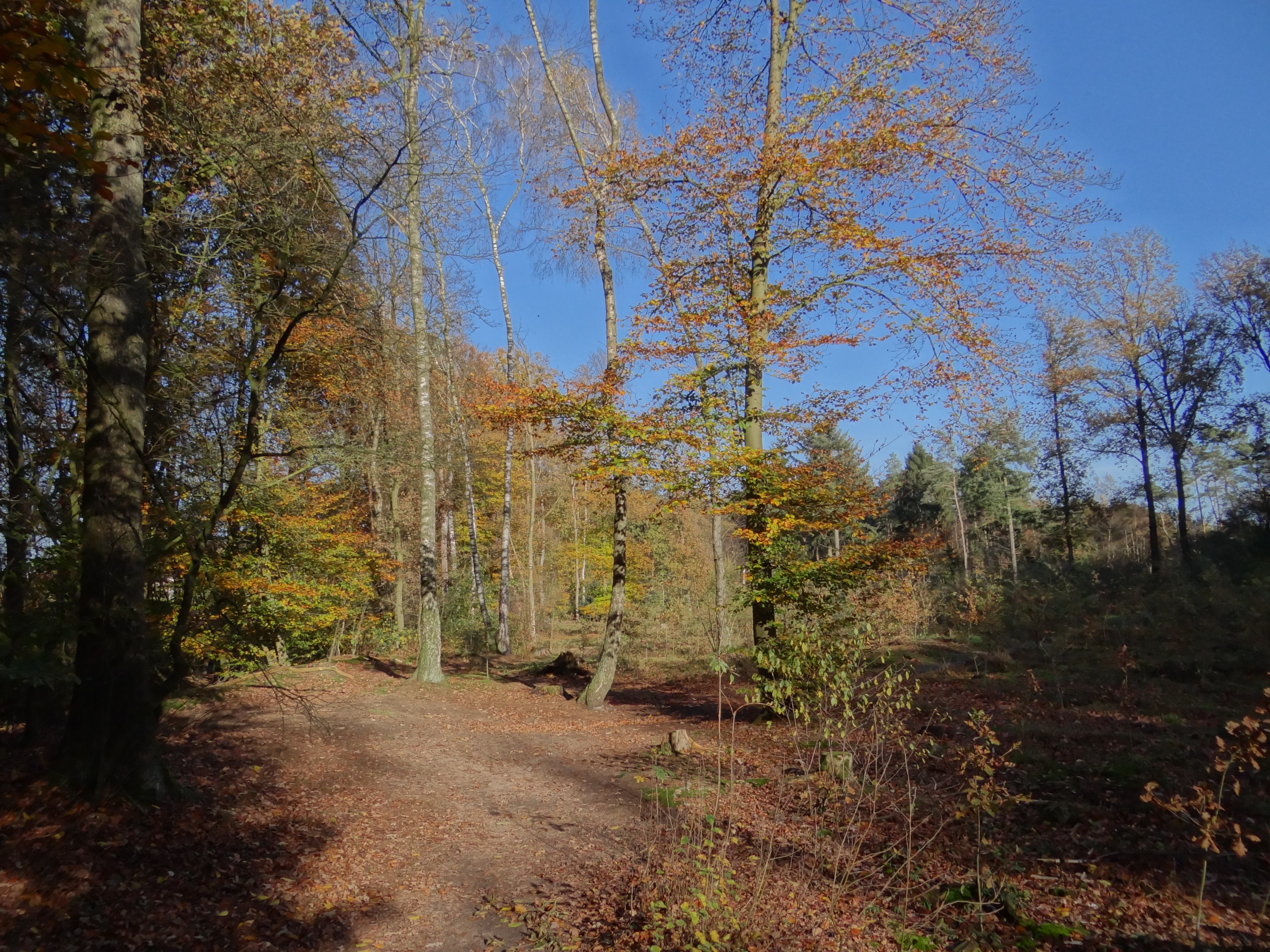
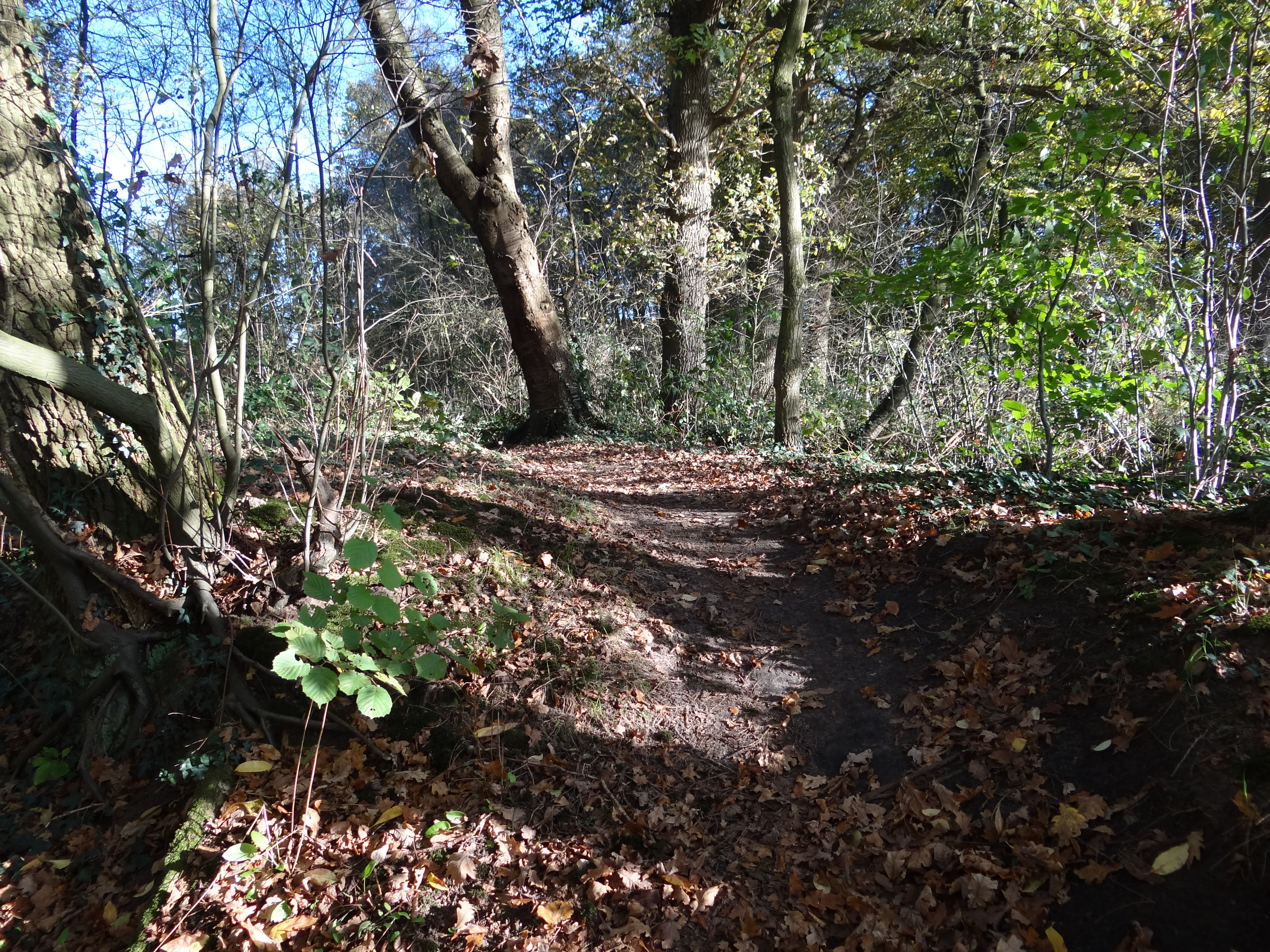
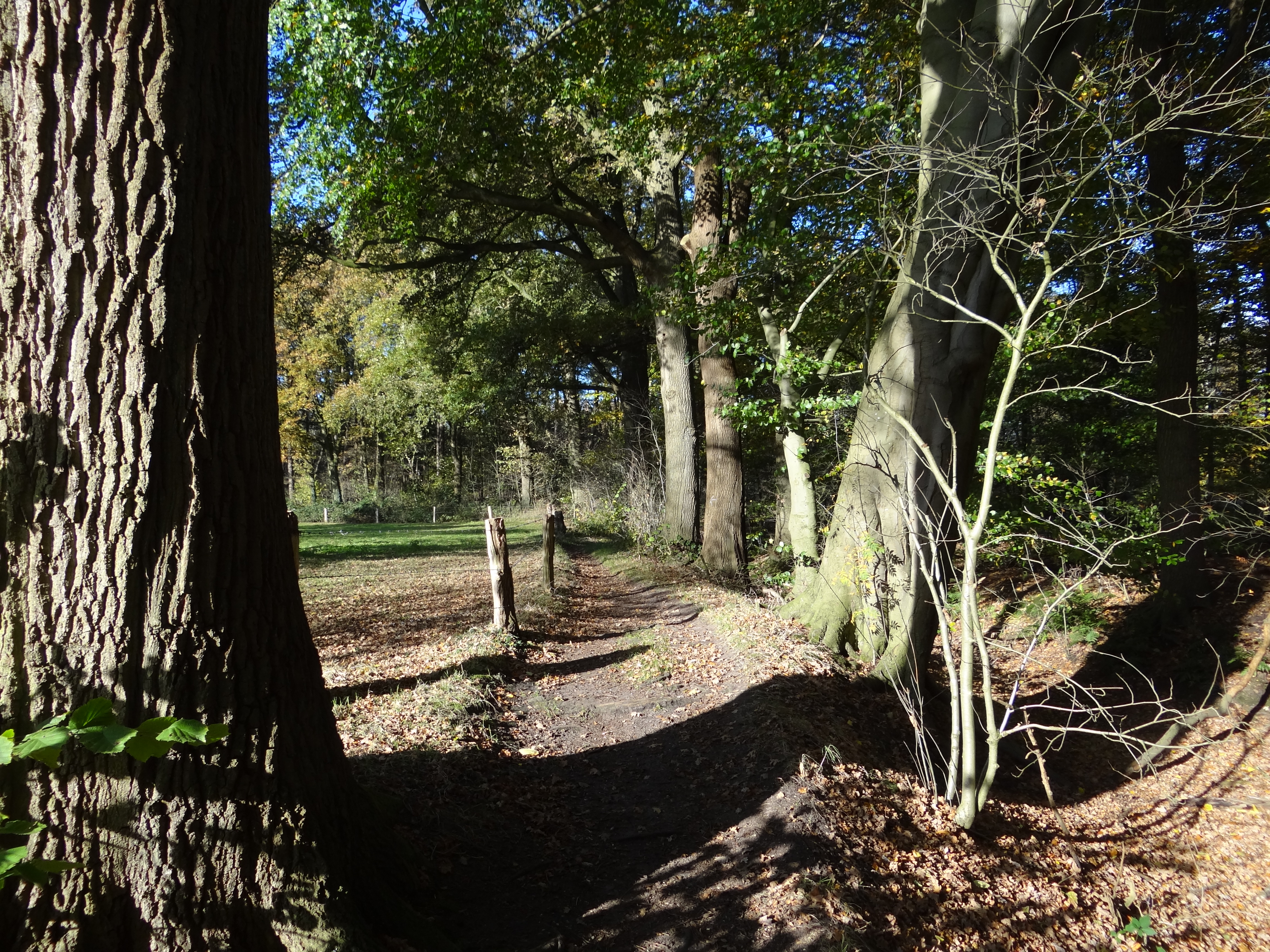
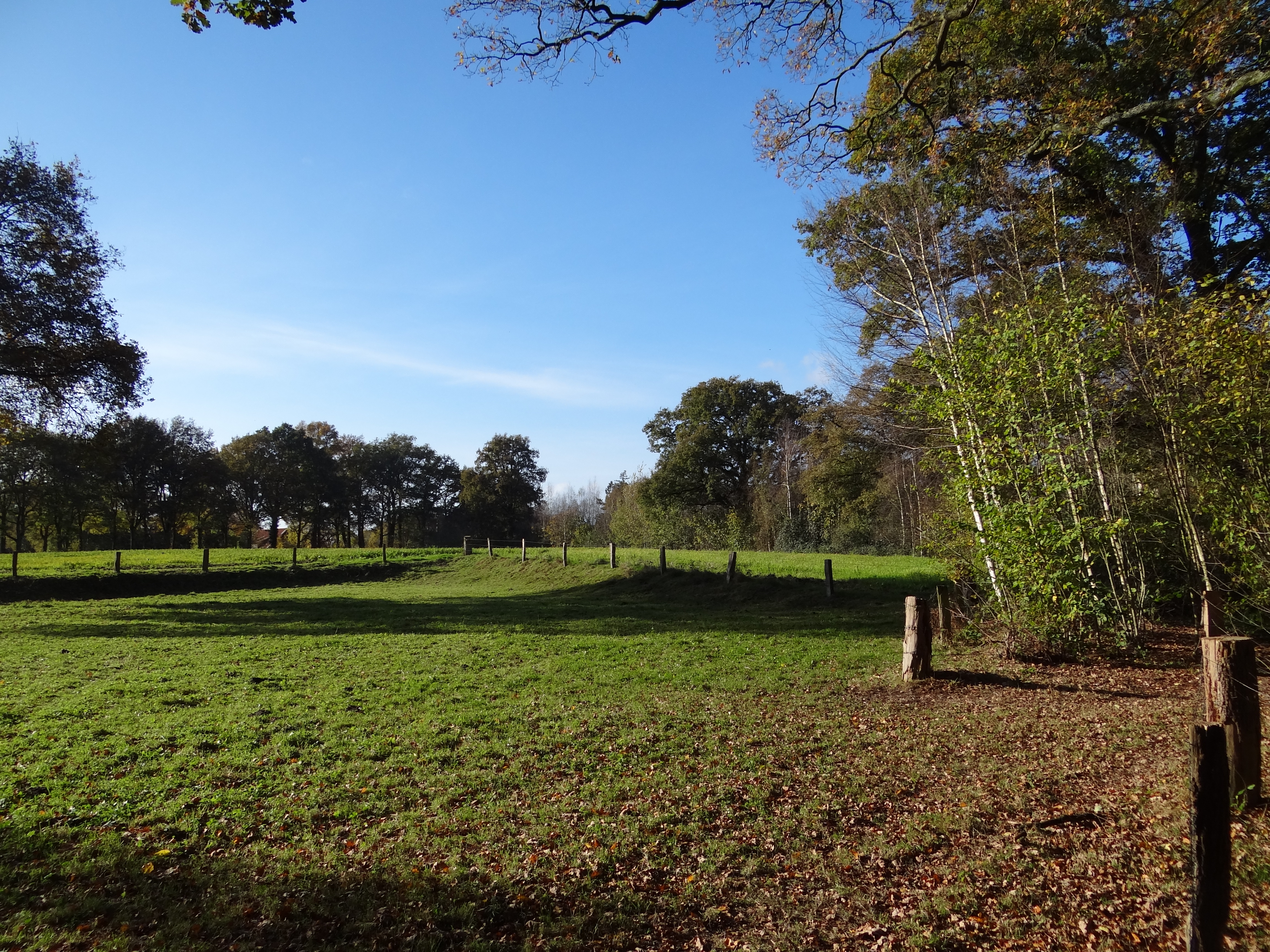

Bekendelle · Beurzerbeek · Blekkinkveen · Bönnink · Borkense baan · Buskersbos · Corlese Veen · Döttinkrade · Grote Goor · Hilgelo · Kloosterbos · Korenburgerveen · Landgoed Kotten · Landgoed Mentink · Landgoed Walfort · Loohuisbos · Meddosche Veen · Slingeplas · Steengroeve · Steenkamp · Stortelersbeek · Vragenderveen · Willinks Weust · Wooldse Veen · Zwanenbroek